# Tim Commerford
Tim Commerford (Irvine, 26 februari 1968) is een Amerikaanse bassist. Hij werd bekend als lid van de rapcore-formatie Rage Against the Machine. Na hun opsplitsing in 2000 ging Commerford met Tom Morello, Brad Wilk en Chris Cornell verder als Audioslave. In 2007 stapte Cornell uit de band, waarna de Rage Against the Machine-leden samenkwamen voor een reünie-toer. Commerford nam ook deel aan Puscifer, het project van Maynard James Keenan.

## Biografie

### Jeugd en Rage Against the Machine
Commerford is de jongste uit een gezin van 5 kinderen. Zijn vader werkte in de luchtvaarttechniek (en was een van de ontwikkelaars van de Spaceshuttle) en zijn moeder was een wiskundige. Commerford groeit op in Orange County. Toen zijn moeder aan kanker leed, besloten zijn ouders te scheiden. Commerford's moeder zou naar haar zus in Sacramento verhuizen en zijn vader zou opnieuw trouwen. Toen Commerford 20 was, overleed zijn moeder aan de ziekte. Commerford werd in zijn jeugd vooral beïnvloed door hiphop en jazz. Zijn favoriete artiesten waren Cypress Hill en N.W.A. Door Zack de la Rocha kwam Commerford voor het eerst in aanraking met de basgitaar. Hij en De la Rocha waren vrienden geworden op de basisschool. De la Rocha wilde graag een band oprichten en vroeg aan Commerford of hij bassist wilde worden. Hij was op dat moment 15 jaar. De la Rocha en Commerford speelden later kort samen in Juvenile Expression.
In 1990 werd Rage Against the Machine opgericht. Hun debuutalbum Rage Against the Machine in 1992 werd een succes. Samen brachten ze nog 3 albums uit. In 2000 besloot Zack de la Rocha uit de band te stappen en een solocarrière te beginnen. De la Rocha’s vertrek kwam toch enigszins als een verrassing voor de overige RATM-leden.
Tijdens de MTV Video Music Awards van 2000 ging de prijs voor Best Rock Video naar Limp Bizkit. Nadat zanger D'Angelo en Jennifer Lopez de prijs aan Fred Durst hadden overhandigd, klom Tim Commerford plotseling in het decor van de show en dreigde te springen. Toen Durst de actie van Commerford zag, riep hij: “Stage dive, dude”. Nadat Durst klaar was met zijn speech, “bedankte” gitarist Wes Borland Commerford ook nog door "Thanks to that guy right there!" te roepen. Aan het eind zei Durst ook nog "And this guy's a pussy cause he won't jump". Commerford en zijn bodyguard moesten voor deze actie één nacht in de cel verblijven.

### Audioslave
Na een periode besloten ze een nieuwe zanger te zoeken. Toen kwam producer Rick Rubin met het idee om een sessie met Soundgarden-zanger Chris Cornell te doen. Het klikte meteen en de groep besloot een album te gaan maken. Dat ging niet helemaal soepel. Cornell en de RATM-instrumentalisten hadden beiden nog hun eigen label en management, die niet met elkaar door één deur konden. Het album liep daardoor vertraging op. Het album Audioslave komt er toch, in 2002. Met dit album slaan de Rage-instrumentalisten een andere weg in, door afstand te nemen van rapcore. De band brengt 3 albums uit, met Revelations als meest recente. Een half jaar na dat album stapt Chris Cornell uit de band om een solocarrière te beginnen. Er gingen hierover al geruchten rond, zeker na de bekendmaking van een Rage Against the Machine-reünie in 2007.
Commerford is sinds 2001 getrouwd met Aleece Dimas, een AIDS-activist en medicus. Samen hebben zij één zoon, Xavier. Deze zoon is te zien in Audioslave’s videoclip van Like A Stone.  Commerford en Dimas kondigden hun scheiding aan in 2018. In de loop der jaren heeft Commerford verschillende pseudoniemen gebruikt: Timmy C., Tim Bob, Simmering T, Y.tim.K, TIM.COM en tim.COM.

## Discografie

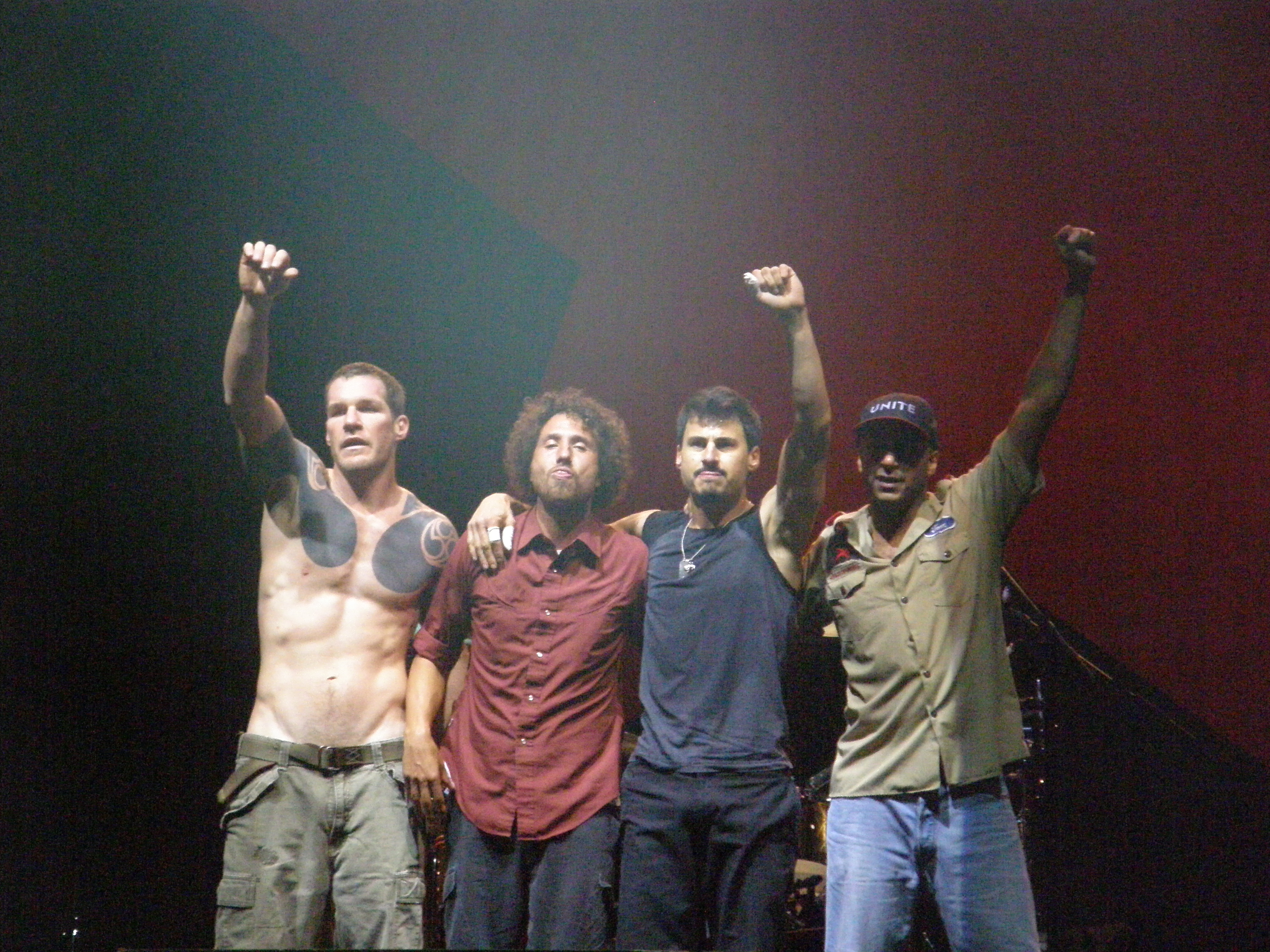
Commerford (geheel links) met Rage Against the Machine.

### Albums metRage Against the Machine
- 1992: Rage Against the Machine
- 1996: Evil Empire
- 1999: The Battle of Los Angeles
- 2000: Renegades

### Albums metAudioslave
- 2002: Audioslave
- 2005: Out of Exile
- 2006: Revelations

- Bibsys: 5071340
- Gemeinsame Normdatei: 1121254896
- International Standard Name Identifier: 0000 0000 5608 7580
- Library of Congress Control Number: no2013039026
- MusicBrainz: 4d61abe3-ce6d-4383-b2cd-8b4491496549
- Nationale Bibliotheek van Tsjechië: xx0070495
- Nationale Bibliotheek van Israël: 987007362961505171
- Virtual International Authority File: 85758548
- WorldCat: E39PBJpyjfX4Cy7dH38WWYp9Dq